# Tianjin (volleybollklubb)
Tianjin är en volleybollklubb (damer) från Tianjin, Kina. Beroende på ägare har klubben haft namnen Tianjian Kumho Tires (1997-1999), Tianjin Bridgestone (2000-2011) och Tianjin Bohai Bank (2011-).
Klubben är en av mest meriterade i asiatisk volleyboll och har dominerat både det kinesiska mästerskapet (14 segrar) och i Asian Women's Club Volleyball Championship (7 segrar).